# Mamy Blue
Mamy Blue is een nummer geschreven door de Franse songwriter Hubert Giraud. Het werd voor het eerst opgenomen in 1970, en uitgebracht begin 1971, door Nicoletta. Hetzelfde jaar werd er een Italiaanse cover uitgebracht door Ivana Spagna en een Engelse cover door The Pop Tops. In de Engelstalige landen wordt de titel veelal geschreven als "Mammy Blue". Sindsdien is het nummer vele malen gecoverd waaronder door artiesten als Julio Iglesias, Céline Dion, Dalida, The Stories en Roger Whittaker.

## Covers
Hieronder een kleine selectie anderstalige covers die de hitlijsten bereikten in eigen land.
| Jaar | Taal       | Artiest                                                      | Titel                           | Tekstschrijver     |
| ---- | ---------- | ------------------------------------------------------------ | ------------------------------- | ------------------ |
| 1971 | Italiaans  | Spagna                                                       | Mamy Blue                       | Herbert Pagani     |
| 1971 | Engels     | The Pop Tops                                                 | Mammy Blue                      | Phil Trim          |
| 1971 | Duits      | Ricky Shayne                                                 | Mamy Blue                       | Hans Ulrich Weigel |
| 1971 | Tsjechisch | Karel Gott                                                   | Ó, Mami, Dík                    |                    |
| 1971 | Zweeds     | Kjerstin Dellert                                             | Mamy Blue                       | Patrice Hellberg   |
| 1971 | Kroatisch  | Miro Ungar                                                   | Mamy Blue                       | Miro Ungar         |
| 1972 | Nederlands | Viviane Cox                                                  | Mamy Blue                       | Leo Rozenstraten   |
| 1972 | Roemeens   | Anda Călugăreanu                                             | O, Mamă, Tu                     |                    |
| 1972 | Slowaaks   | Marcela Laiferová                                            | Mami-Blue                       |                    |
| 1972 | Hongaars   | Kati Kovács                                                  | Mammy Blue                      | Péter Tardos       |
| 1972 | Fins       | Fredi                                                        | Mamy Blue                       |                    |
| 1972 | IJslands   | Mjöll Hólm                                                   | Ég Syng Þér Sönginn (Mamy Blue) |                    |
| 1973 | Spaans     | Muslim Magomajev (Муслим Магомаев )                          | Mammy Blue                      |                    |
| 1992 | Pools      | Crazy Boys                                                   | Dla Mamy Blues                  |                    |
| 2001 | Oekraïens  | Lilja Vavrin (Лиля Ваврин) & Andriy Zalisko (Андрій Заліско) | Mamy Blue                       |                    |